# سيدبك
سيدبك سيدى كرير للبتروكيماويات أو (بالإنجليزية: Sidpec - Sidi Kerir Petrochemicals Co)‏ هي إحدى شركات قطاع البترول المصري. والتي تأسست عام 1997 وفقا لأحكام قانون ضمانات وحوافز الإستثمار رقم 8 لسنة 1997, لكي تكون خطوة التكامل الأولى لمستقبل البتروكيماويات في مصر

## منتجات الشركة
- البولي اثيلين الخطي منخفض الكثافة أو (بالإنجليزية: LLDPE - Linear Low Density Polyethylene)‏
- البولي اثيلين عالي الكثافة أو (بالإنجليزية: HDPE - High Density Polyethylene)‏

## المساهمين
يساهم في رأسمال الشركة كل من:-
- إيكم - المصرية القابضة للبتروكيماويات: 20%
- البتروكيماويات المصرية: 6.92%
- الأهلي كابيتال القابضة: 6.92%
- بنك الإستثمار القومي المصري: 6.92%
- صندوق التأمين الإجتماعي للعاملين بالقطاع الحكومي: 19.23%
- صندوق التأمين الإجتماعي للعاملين بالقطاعين العام والخاص: 12.24%
- أسهم حرة التداول: %.[1]

## رؤساء الشركة
- محمد عبادي.[2]
- أسامة مهدي.[3]
- أحمد حلمي.[4]
- أحمد البورديني.[5]
- أشرف البقلي.[6]
- حسين سعد.[7]
- أحمد الجيار.[8]
- محمد نور الدين.[9]
- أسامه فؤاد
- صفوت بدير
- صلاح الدين عمر